# Dectes
Dectes is een kevergeslacht uit de familie van de boktorren (Cerambycidae). De wetenschappelijke naam van het geslacht werd voor het eerst geldig gepubliceerd in 1852 door LeConte.

## Soorten
Dectes omvat de volgende soorten:
- Dectes nigripilus Chemsak & Linsley, 1986
- Dectes sayi Dillon & Dillon, 1953
- Dectes texanus LeConte, 1862